# Suède aux Jeux olympiques d'hiver de 1952
Cet article contient des informations sur la participation et les résultats de la Suède aux Jeux olympiques d'hiver de 1952, qui ont eu lieu à Oslo en Norvège.

## Médaillés
| Médaille | Nom                                                        | Sport               | Épreuve                 |
| -------- | ---------------------------------------------------------- | ------------------- | ----------------------- |
| Bronze   | Nils Täpp Sigurd Andersson Enar Josefsson Martin Lundström | Ski de fond         | Relais 4 × 10 km hommes |
| Bronze   | Équipe de Suède de hockey sur glace                        | Hockey sur glace    | Tournoi hommes          |
| Bronze   | Karl Holmström                                             | Saut à ski          | Tremplin normal hommes  |
| Bronze   | Carl-Erik Asplund                                          | Patinage de vitesse | 10 000 m hommes         |

## Résultats

### Ski alpin
| Athlète          | Épreuve      | Course 1     | Course 1 | Course 2     | Course 2 | Total        | Total |
| Athlète          | Épreuve      | Temps        | Rang     | Temps        | Rang     | Temps        | Rang  |
| ---------------- | ------------ | ------------ | -------- | ------------ | -------- | ------------ | ----- |
| Stig Sollander   | Descente     |              |          |              |          | Non partant  | –     |
| Sixten Isberg    | Descente     |              |          |              |          | 2 min 53 s 4 | 34    |
| Åke Nilsson      | Descente     |              |          |              |          | 2 min 47 s 0 | 27    |
| John Fredriksson | Descente     |              |          |              |          | 2 min 44 s 5 | 23    |
| John Fredriksson | Slalom géant |              |          |              |          | 2 min 55 s 9 | 49    |
| Sixten Isberg    | Slalom géant |              |          |              |          | 2 min 42 s 3 | 30    |
| Åke Nilsson      | Slalom géant |              |          |              |          | 2 min 37 s 0 | 21    |
| Stig Sollander   | Slalom géant |              |          |              |          | 2 min 32 s 6 | 6     |
| Åke Nilsson      | Slalom       | 1 min 06 s 1 | 28 Q     | 1 min 03 s 4 | 12       | 2 min 09 s 5 | 18    |
| John Fredriksson | Slalom       | 1 min 06 s 0 | 27 Q     | 1 min 05 s 9 | 21       | 2 min 11 s 9 | 24    |
| Olle Dalman      | Slalom       | 1 min 04 s 3 | 21 Q     | 1 min 04 s 5 | 16       | 2 min 08 s 8 | 15    |
| Stig Sollander   | Slalom       | 1 min 00 s 4 | 4 Q      | 1 min 02 s 2 | 8        | 2 min 02 s 6 | 5     |

| Athlète             | Épreuve      | Course 1     | Course 1 | Course 2     | Course 2 | Total        | Total |
| Athlète             | Épreuve      | Temps        | Rang     | Temps        | Rang     | Temps        | Rang  |
| ------------------- | ------------ | ------------ | -------- | ------------ | -------- | ------------ | ----- |
| Ingrid Englund      | Descente     |              |          |              |          | 2 min 01 s 3 | 29    |
| Margareta Jacobsson | Descente     |              |          |              |          | 1 min 58 s 2 | 25    |
| Sarah Thomasson     | Descente     |              |          |              |          | 1 min 55 s 5 | 18    |
| Margareta Jacobsson | Slalom géant |              |          |              |          | Non partante | –     |
| Ingrid Englund      | Slalom géant |              |          |              |          | 2 min 29 s 9 | 32    |
| Kerstin Ahlqvist    | Slalom géant |              |          |              |          | 2 min 21 s 4 | 26    |
| Sarah Thomasson     | Slalom géant |              |          |              |          | 2 min 18 s 4 | 21    |
| Ingrid Englund      | Slalom       | 1 min 14 s 8 | 27       | 1 min 13 s 9 | 29       | 2 min 28 s 7 | 27    |
| Kerstin Ahlqvist    | Slalom       | 1 min 10 s 8 | 18       | 1 min 12 s 5 | 26       | 2 min 23 s 3 | 20    |
| Margareta Jacobsson | Slalom       | 1 min 10 s 4 | 17       | 1 min 10 s 2 | 20       | 2 min 20 s 6 | 16    |
| Sarah Thomasson     | Slalom       | 1 min 09 s 9 | 15       | 1 min 08 s 4 | 13       | 2 min 18 s 3 | 12    |

### Bobsleigh
| Traîneau | Athlètes                      | Épreuve    | Manche 1      | Manche 1 | Manche 2      | Manche 2 | Manche 3      | Manche 3 | Manche 4      | Manche 4 | Total         | Total |
| Traîneau | Athlètes                      | Épreuve    | Temps         | Rang     | Temps         | Rang     | Temps         | Rang     | Temps         | Rang     | Temps         | Rang  |
| -------- | ----------------------------- | ---------- | ------------- | -------- | ------------- | -------- | ------------- | -------- | ------------- | -------- | ------------- | ----- |
| SWE-1    | Olle Axelsson Jan Lapidoth    | Bob à deux | 1 min 24 s 30 | 11       | 1 min 23 s 92 | 7        | 1 min 23 s 46 | 8        | 1 min 24 s 09 | 9        | 5 min 35 s 77 | 8     |
| SWE-2    | Kjell Holmström Nils Landgren | Bob à deux | 1 min 25 s 76 | 14       | 1 min 25 s 84 | 15       | 1 min 25 s 65 | 15       | 1 min 25 s 57 | 15       | 5 min 42 s 82 | 15    |

| Traîneau | Athlètes                                                   | Épreuve      | Manche 1      | Manche 1 | Manche 2      | Manche 2 | Manche 3      | Manche 3 | Manche 4      | Manche 4 | Total         | Total |
| Traîneau | Athlètes                                                   | Épreuve      | Temps         | Rang     | Temps         | Rang     | Temps         | Rang     | Temps         | Rang     | Temps         | Rang  |
| -------- | ---------------------------------------------------------- | ------------ | ------------- | -------- | ------------- | -------- | ------------- | -------- | ------------- | -------- | ------------- | ----- |
| SWE-1    | Kjell Holmström Felix Fernström Nils Landgren Jan Lapidoth | Bob à quatre | 1 min 19 s 11 | 7        | 1 min 19 s 90 | 7        | 1 min 17 s 28 | 3        | 1 min 18 s 72 | 5        | 5 min 15 s 01 | 6     |
| SWE-2    | Gunnar Åhs Börje Ekedahl Lennart Sandin Gunnar Garpö       | Bob à quatre | 1 min 18 s 84 | 5        | 1 min 19 s 93 | 9        | 1 min 18 s 66 | 7        | 1 min 20 s 43 | 9        | 5 min 17 s 86 | 7     |

### Ski de fond
| Épreuve | Athlète              | Course          | Course |
| Épreuve | Athlète              | Temps           | Rang   |
| ------- | -------------------- | --------------- | ------ |
| 18 km   | Lars-Erik Efverström | 1 h 14 min 19 s | 58     |
| 18 km   | Erik Elmsäter        | 1 h 13 min 46 s | 56     |
| 18 km   | Enar Josefsson       | 1 h 05 min 10 s | 13     |
| 18 km   | Gunnar Östberg       | 1 h 03 min 44 s | 9      |
| 18 km   | Nils Täpp            | 1 h 03 min 35 s | 7      |
| 18 km   | Nils Karlsson        | 1 h 02 min 56 s | 5      |
| 50 km   | Arthur Herrdin       | 3 h 57 min 46 s | 13     |
| 50 km   | Gunnar Eriksson      | 3 h 55 min 45 s | 12     |
| 50 km   | Anders Törnqvist     | 3 h 49 min 22 s | 10     |
| 50 km   | Nils Karlsson        | 3 h 39 min 30 s | 6      |

| Athlètes                                                   | Course          | Course             |
| Athlètes                                                   | Temps           | Rang               |
| ---------------------------------------------------------- | --------------- | ------------------ |
| Nils Täpp Sigurd Andersson Enar Josefsson Martin Lundström | 2 h 24 min 13 s | Médaille de bronze |

| Épreuve | Athlète                 | Course      | Course |
| Épreuve | Athlète                 | Temps       | Rang   |
| ------- | ----------------------- | ----------- | ------ |
| 10 km   | Sonja Ruthström-Edström | 45 min 41 s | 11     |
| 10 km   | Eivor Alm               | 45 min 20 s | 9      |
| 10 km   | Margit Albrechtsson     | 45 min 05 s | 8      |
| 10 km   | Märta Norberg           | 42 min 53 s | 4      |

### Patinage artistique

#### Couples
| Athlètes                    | Points | Places | Rang |
| --------------------------- | ------ | ------ | ---- |
| Britta Lindmark Ulf Berendt | 8,756  | 106    | 12   |

### Hockey sur glace
Le tournoi a lieu dans un format de round-robin avec neuf équipes participantes.
| \| Équipe \| Joués \| Gagnés \| Perdus \| Nuls \| Buts pour \| Buts contre \| Pts \| \| -------------------- \| ----- \| ------ \| ------ \| ---- \| --------- \| ----------- \| --- \| \| Canada \| 8 \| 7 \| 0 \| 1 \| 71 \| 14 \| 15 \| \| États-Unis \| 8 \| 6 \| 1 \| 1 \| 43 \| 21 \| 13 \| \| Suède \| 9 \| 7 \| 2 \| 0 \| 53 \| 22 \| 14 \| \| Tchécoslovaquie \| 9 \| 6 \| 3 \| 0 \| 50 \| 23 \| 12 \| \| Suisse \| 8 \| 4 \| 4 \| 0 \| 40 \| 40 \| 8 \| \| Pologne \| 8 \| 2 \| 5 \| 1 \| 21 \| 56 \| 5 \| \| Finlande \| 8 \| 2 \| 6 \| 0 \| 21 \| 60 \| 4 \| \| Allemagne de l'Ouest \| 8 \| 1 \| 6 \| 1 \| 21 \| 53 \| 3 \| \| Norvège \| 8 \| 0 \| 8 \| 0 \| 15 \| 46 \| 0 \| | - Suède 9-2 Finlande - Suède 17-1 Pologne - Norvège 2-4 Suède - Suède 7-3 Suède - Suède 4-2 USA - Canada 3-2 Suède - Suède 5-2 Suisse - Tchécoslovaquie 4-0 Suède - Suède 5-3 Tchécoslovaquie 1 La Suède et la Tchécoslovaquie sont à égalité avec un score et une différence de buts identique, il y a donc un match pour la médaille de bronze qui est joué. |        |        |      |           |             |     |
| Équipe | Joués | Gagnés | Perdus | Nuls | Buts pour | Buts contre | Pts |
| Canada | 8 | 7      | 0      | 1    | 71        | 14          | 15  |
| États-Unis | 8 | 6      | 1      | 1    | 43        | 21          | 13  |
| Suède | 9 | 7      | 2      | 0    | 53        | 22          | 14  |
| Tchécoslovaquie | 9 | 6      | 3      | 0    | 50        | 23          | 12  |
| Suisse | 8 | 4      | 4      | 0    | 40        | 40          | 8   |
| Pologne | 8 | 2      | 5      | 1    | 21        | 56          | 5   |
| Finlande | 8 | 2      | 6      | 0    | 21        | 60          | 4   |
| Allemagne de l'Ouest | 8 | 1      | 6      | 1    | 21        | 53          | 3   |
| Norvège | 8 | 0      | 8      | 0    | 15        | 46          | 0   |

Joueurs : Göte Almqvist, Hans Andersson, Stig Andersson, Åke Andersson, Lars Björn, Göte Blomqvist, Thord Flodqvist, Erik Johansson, Gösta Johansson, Manchee Johansson, Sven Tumba Johansson, Åke Lassas, Holger Nurmela, Lars Pettersson, Lars Svensson, Sven Thunman et Hans Öberg

### Combiné nordique
Épreuves:
- Ski de fond pendant 18 km
- saut à ski sur tremplin normal

La partie du ski de fond de l'épreuve est combinée avec l'épreuve principale, cela signifie donc que les athlètes participent ici aux deux disciplines en même temps. Les détails peuvent être retrouvés dans la section ski de fond de cet article.
L'épreuve de saut à ski (tremplin normal) a lieu séparément de l'épreuve principale de saut à ski, les résultats peuvent être retrouvés dans le tableau ci-dessous (les athlètes sont autorisés à faire trois sauts, les deux meilleurs sauts sont comptabilisés et sont montrés ici).
| Athlète              | Épreuve    | Ski de fond | Ski de fond | Saut à ski | Saut à ski | Saut à ski | Saut à ski | Total   | Total |
| Athlète              | Épreuve    | Points      | Rang        | Distance 1 | Distance 2 | Points     | Rang       | Points  | Rang  |
| -------------------- | ---------- | ----------- | ----------- | ---------- | ---------- | ---------- | ---------- | ------- | ----- |
| Lars-Erik Efverström | Individuel | 196,667     | 17          | 59,5 m     | 60,5 m     | 193,0      | 15         | 389,667 | 17    |
| Erik Elmsäter        | Individuel | 198,667     | 16          | 61,0 m     | 62,0 m     | 199,0      | 11         | 397,667 | 13    |

### Saut à ski
| Athlète        | Épreuve         | Saut 1         | Saut 1 | Saut 1 | Saut 2         | Saut 2 | Saut 2 | Total  | Total              |
| Athlète        | Épreuve         | Distance       | Points | Rang   | Distance       | Points | Rang   | Points | Rang               |
| -------------- | --------------- | -------------- | ------ | ------ | -------------- | ------ | ------ | ------ | ------------------ |
| Thure Lindgren | Tremplin normal | 63,0 m (tombé) | 72,0   | 40     | 62,5 m         | 103,5  | 10     | 175,5  | 40                 |
| Hans Nordin    | Tremplin normal | 63,5 m         | 104,5  | 12     | 61,5 m         | 102,0  | 13     | 206,5  | 11                 |
| Karl Holmström | Tremplin normal | 67,0 m         | 110,0  | 5      | 65,5 m         | 109,5  | 2      | 219,5  | Médaille de bronze |
| Bror Östman    | Tremplin normal | 66,5 m         | 110,0  | 5      | 65,0 m (tombé) | 77,0   | 43     | 187,0  | 32                 |

### Patinage de vitesse
| Épreuve  | Athlète           | Course        | Course             |
| Épreuve  | Athlète           | Temps         | Rang               |
| -------- | ----------------- | ------------- | ------------------ |
| 500 m    | Bengt Malmsten    | 46 s 6        | 31                 |
| 500 m    | Sitg Lindberg     | 45 s 9        | 25                 |
| 500 m    | Gunnar Ström      | 45 s 6        | 23                 |
| 500 m    | Mats Bolmstedt    | 44 s 8        | 12                 |
| 1 500 m  | John Wickström    | 2 min 27 s 6  | 26                 |
| 1 500 m  | Gunnar Ström      | 2 min 25 s 8  | 19                 |
| 1 500 m  | Sigvard Ericsson  | 2 min 23 s 4  | 8                  |
| 1 500 m  | Carl-Erik Asplund | 2 min 22 s 6  | 4                  |
| 5 000 m  | John Wickström    | 8 min 47 s 2  | 18                 |
| 5 000 m  | Sigvard Ericsson  | 8 min 40 s 0  | 14                 |
| 5 000 m  | Göthe Hedlund     | 8 min 39 s 2  | 11                 |
| 5 000 m  | Carl-Erik Asplund | 8 min 30 s 7  | 6                  |
| 10 000 m | Gunnar Hallkvist  | 18 min 20 s 9 | 20                 |
| 10 000 m | Sigvard Ericsson  | 17 min 52 s 8 | 13                 |
| 10 000 m | Göthe Hedlund     | 17 min 39 s 2 | 9                  |
| 10 000 m | Carl-Erik Asplund | 17 min 16 s 6 | Médaille de bronze |

## Sources
- (en) Cet article est partiellement ou en totalité issu de l’article de Wikipédia en anglais intitulé « Sweden at the 1952 Winter Olympics » (voir la liste des auteurs).